# Espectroscopia de interferência reflectométrica
A espectroscopia de interferência reflectométrica (RIfS) é um método físico utilizado para investigar interacções moleculares baseado na interferência de luz branca em películas de espessura reduzida.

## Princípio
Princípio de medida adjacente a este método corresponde ao do interferômetro de Michelson.

## Realização

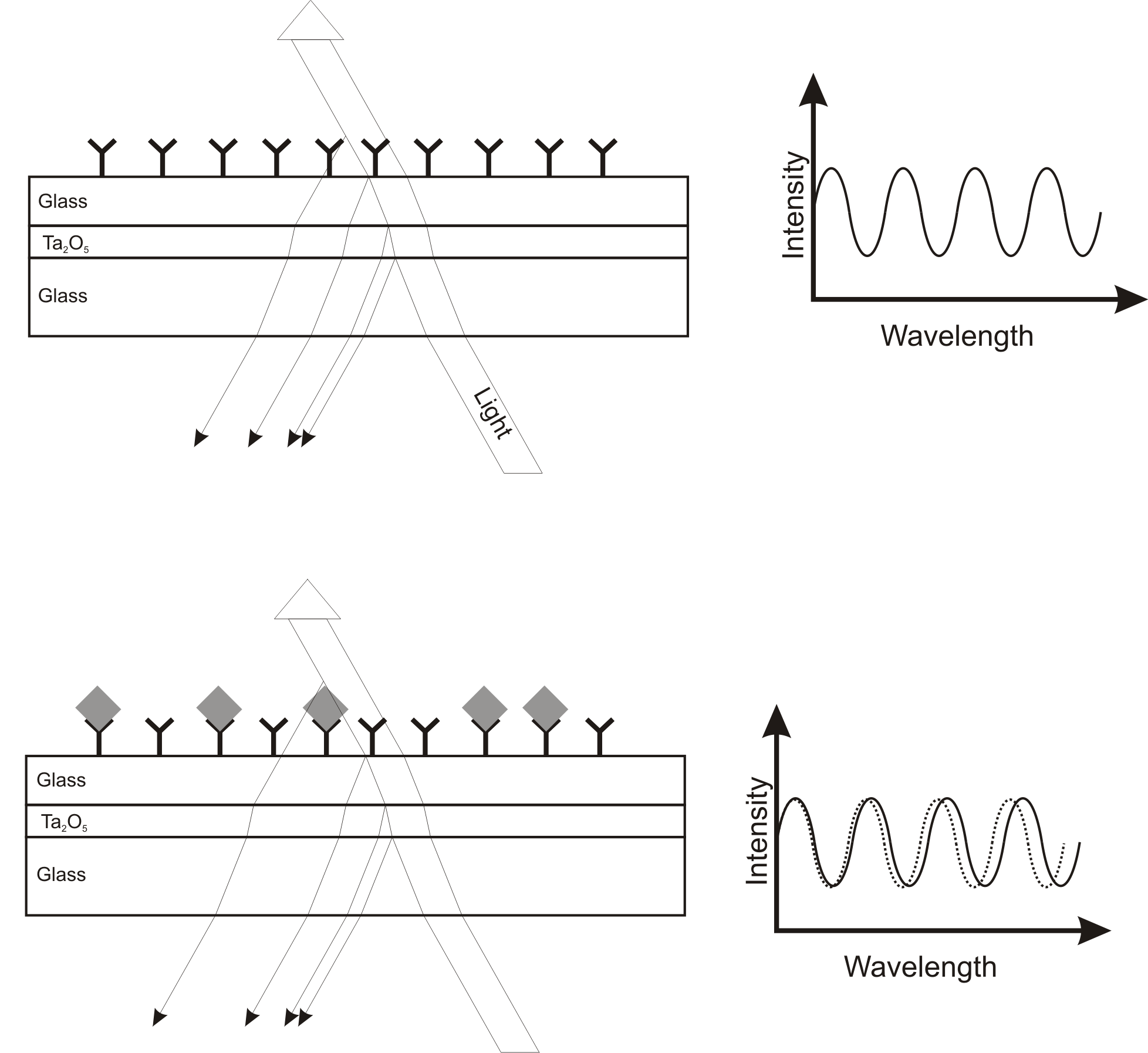
Esquerda: Diagrama do percurso dos feixes no caso de reflexão múltipla nas camadas limite.
Direita: Diagrama do espectro de interferência resultante.

A luz branca é dirigida verticalmente para um sistema multi-camada de SiO2, para uma camada de alta-refracção de Ta205 e uma camada adicional de SiO2 (esta camada adicional pode ser modificada quimicamente). Os feixes parciais de luz branca são reflectidos em cada camada e depois refractados (transmitidos). Estes feixes de liz parcial sobrepõem-se, o que resulta num espectro de interferência que é por sua vez detectado utilizando um espectrómetro de Diode Array. Através de modificação química, a camada superior de SiO2 é alterada de maneira a permitir a interacção com as moléculas alvo. Esta interacção causa uma mudança na espessura da camada física d e no indíce refractivo n, na camada. O produto de ambos define a espessura óptica da camada: n • d.

Uma alteração na espessura óptica resulta numa modulação do espectro de interferência. A monitorização desta alteração ao longo do tempo permite observar o comportamento de ligação das moléculas alvo.

## Aplicação

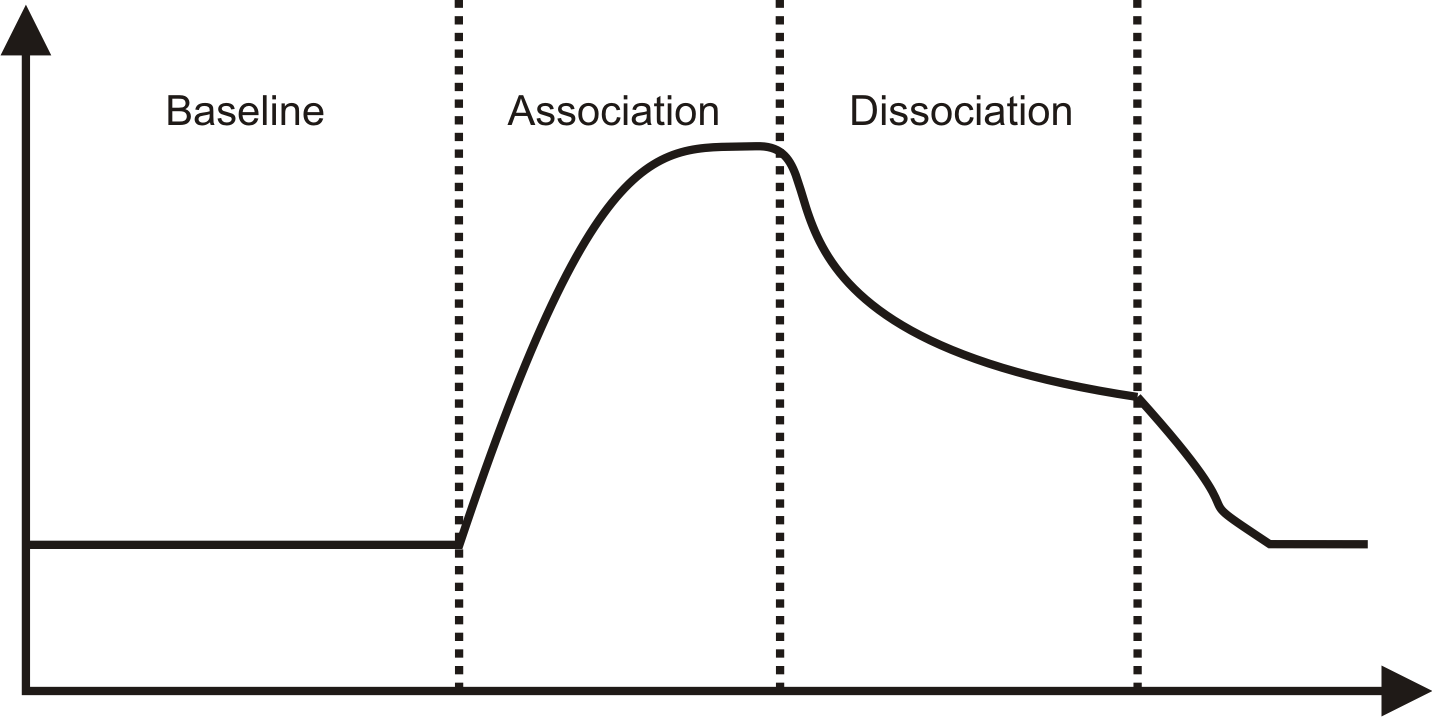
Diagrama de uma curva de ligação.

A técnica de RIfS é um método de detecção especialmente dirigido para quimio- e biosensores.
Os quimiosensores são mais apropriados para efectuar medições em condições dificeis e em fases gasosas. Como camadas sensíveis, a maior parte dos polimeros utilizados são não-selectivos. Estes separam os analitos de acordo com o seu tamanho (o efeito de "crivo" molecular utilizando polímeros microporosos) ou de acordo com a sua polaridade (e.g. polydimetilsiloxanos). Ao fazer medidas não-selectivas, um sinal aditivo de vários analitos é medido, o que significa que uma análise de dados multivariável pode ser utilizada para quantificação, como nas redes neurais. No entanto, é também possível utilizar polímeros selectivos, os chamados "molecular imprinted polymers" (MIPs), que providenciam elementos de reconhecimento artificiais.
Ao utilizar biosensores, polímeros como os polietileno glicóis ou dextranos são aplicados no sistema de camadas, e é neste elementos de reconhecimento que as biomoléculas são imobilizadas. Basicamente, qualquer molécula pode ser utilizada como um elemento de reconhecimento (proteínas tais como os anticorpos, DNA/RNA como os aptâmeros, pequenas moléculas orgânicas como o estrogénio e também lípidos como as membranas fosfolipídicas).
RIfS, como SPR é uma técnica sem marcador, que permite a observação em tempo real da interacção entre parceiros de ligação, sem a utilização de marcadores radioactivos ou fluorescentes.